# Сунгача
Сунгача́ (Сунгач, кит. упр. 松阿察河, пиньинь Sōngàchá Hé) — пограничная река между Китаем и Россией. Вытекает из озера Ханка в северо-восточной его части, устье — река Уссури.
До XX века река вытекала из озера двумя руслами, из которых правое — Малая Сунгача — почти пересохло. К концу XX века на месте Малой Сунгачи осталось несколько небольших озёр, соединённых протоками. Сунгача имеет два основных притока — реки Белая (87 км) и Чёрная (37 км), оба правые. Общая площадь бассейна реки около 25 600 км², из них на территории России примерно 21 тыс. км².

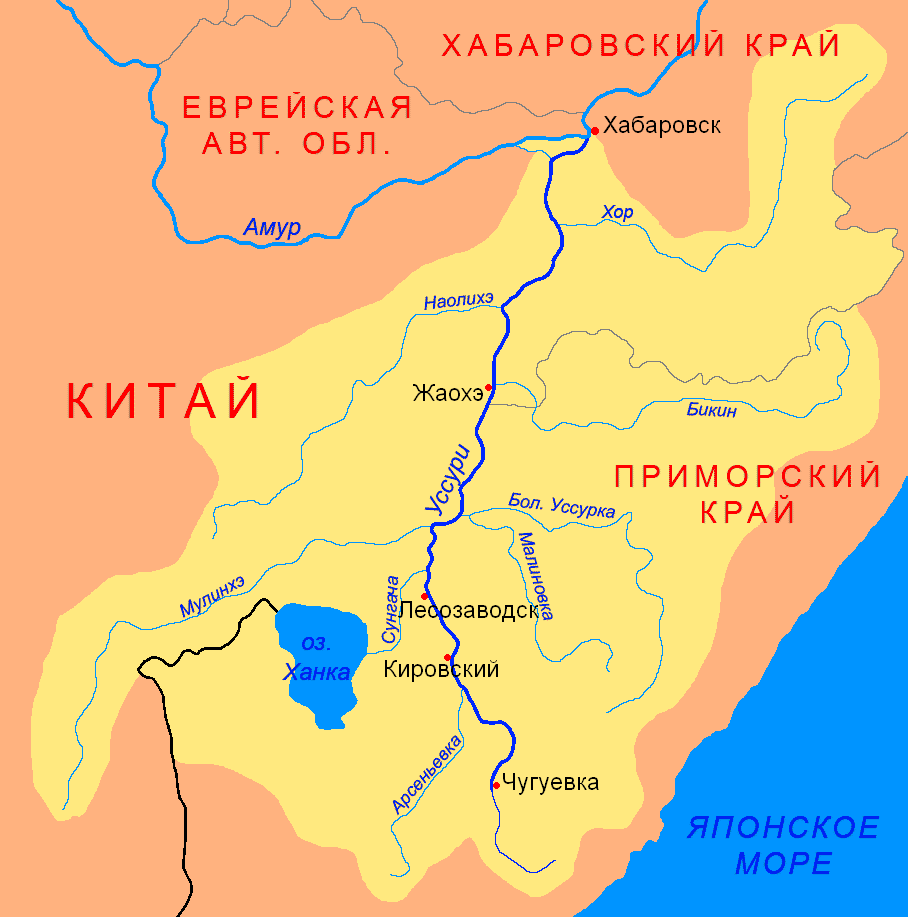
Бассейн Уссури

Река течёт по болотистой местности Приханкайской равнины, в долине множество небольших озёр. Длина реки — от 180 до 210 км, русло меняется, очень извилистое (напрямую от истока до устья расстояние всего около 80 км). Ширина колеблется от 30 до 50-60 м, средняя глубина — 3-3,5 м, течение медленное — около 0,5 м/с. Берега реки низкие, поросшие лесом, кустарником, пойменными травами с глиняными и чернозёмными почвами. Река замерзает с ноября по март, из-за резко континентального климата толщина льда может достигать 1 м. До середины XX века река была судоходна на всём протяжении, с 1980-х годов уровень Ханки снизился, судоходство пришло в упадок. Однако небольшие маломерные суда могут преодолевать путь от Ханки до Уссури.
Река богата рыбой. В пойменным озёрах у реки сохранился реликтовый лотос орехоносный (Nelumbo nucifera).
Собственно, фарватер реки на всём её протяжении и является российско-китайской границей. Каждый год он может перемещаться то в одну, то в другую сторону.
Единственный российский населённый пункт на Сунгаче — село Марково Лесозаводского городского округа, находится примерно в 5 км до её устья.

Село Павло-Фёдоровка Кировского района Приморского края стоит на реке Шмаковка, от села на запад до правого берега Сунгачи около 10 км.